# Alain van Lancker
Alain van Lancker (nascido em 15 de maio de 1947) é um ex-ciclista francês que representou França nos Jogos Olímpicos da Cidade do México 1968 na corrida de velocidade, onde terminou na quinta posição.